# Уркуста (річка)
Уркуста́, Кора́нь-Чокра́к, (крим. Urkusta) — річка в Україні, у Бахчисарайському районі Автономної Республіки Крим. Права притока Чорної річки, (басейн Чорного моря).

## Опис
Довжина річки 7,6 км, площа басейну водозбору 20,0  км², найкоротша відстань між витоком і гирлом — 9,49  км, коефіцієнт звивистості річки — 1,37 . Формується багатьма безіменними струмками та загатами.

## Розташування
Бере початок на південно-східній схилах гори Лиса (734,0 м). Тече переважно на південний захід через село Передове (до 1945 року — Уркуста; крим. Urkusta ) і на північно-західній стороні від села Озерне впадає у річку Чорну.
Населені пункти вздовж берегової смуги: Новобобрівське (колишнє село Бага).

## Цікавий факт
- У книзі «З. В. Тимченко Реки и Озера Крыма» про цю річку зазначено: |                                                                                                                                                                                                                                     | \| С правого берега, ниже водохранилища в Чёрную впадает многоводный приток Уркуста, в нижнем течении которого построено большое водохранилище объёмом 3 млн.м3. Вдоль Уркусты проходит старая дорога в соседнюю долину реки Бельбек[8] . \| |
| С правого берега, ниже водохранилища в Чёрную впадает многоводный приток Уркуста, в нижнем течении которого построено большое водохранилище объёмом 3 млн.м3. Вдоль Уркусты проходит старая дорога в соседнюю долину реки Бельбек . | |